# Perlomyia levanidovae
Perlomyia levanidovae is een steenvlieg uit de familie naaldsteenvliegen (Leuctridae). De wetenschappelijke naam van de soort is voor het eerst geldig gepubliceerd in 1975 door Zhiltzova.